# Little Laramie River
Der Little Laramie River ist ein etwa 74 km langer, linker Nebenfluss des Laramie Rivers im Südosten des US-Bundesstaates Wyoming.

## Verlauf
Der Little Laramie River entsteht durch den Zusammenfluss von Middle Fork Little Laramie River und South Fork Little Laramie River in den nördlichen Medicine Bow Mountains im Albany County auf einer Höhe von 2379 m, etwa 8 km südöstlich von Centennial und 14 km nordwestlich vom Woods Landing-Jelm. Der Fluss verläuft von dort westlich des Sheep Mountain parallel zum Wyoming Highway 11 nach Norden und erhält mit dem North Fork Little Laramie River von links seinen größten Nebenfluss. Im weiteren Verlauf unterquert der Fluss den Wyoming Highway 130 und erreicht die Laramie Plains, durch die er als verflochtener Fluss in nordöstliche Richtung verläuft. Die einzelnen Flussarme Dry Creek, Sand Creek, Browns Creek, Sprague Creek, Alsop Slough und Zeigler Creek erreichen dabei teils Längen von mehr als 20 km und unterqueren zudem den Wyoming Highway 12 und die Interstate 80. Der Brown Creek verläuft bis zu 3 km südlich des Hauptstrangs des Little Laramie River und trifft erst kurz vor der Mündung wieder auf den Fluss. Nach rund 74 km mündet der Little Laramie River auf einer Höhe von 2153 m in den Laramie River.

## Quellflüsse
Der Middle Fork Little Laramie River entspringt inmitten der Medicine Bow Mountains im Albany County auf einer Höhe von rund 3150 m. Von dort fließt er durch den Medicine Bow National Forest durch mehrere Schluchten in überwiegend östliche Richtung und fließt nach rund 29 km auf einer Höhe von 2379 m mit dem South Fork Little Laramie River zum Little Laramie River zusammen.
Der South Fork Little Laramie River entspringt an der Südflanke des Spruce Mountain in den Medicine Bow Mountains im Albany County auf einer Höhe von rund 2960 m. Von dort fließt er durch den Medicine Bow National Forest in östliche, später in nördliche Richtung, passiert die Gemeinde Albany und unterquert den Wyoming Highway 11 und fließt nach rund 16 km auf einer Höhe von 2379 m mit dem Middle Fork Little Laramie River zum Little Laramie River zusammen.

## Hydrologie
Der Little Laramie River ist als Nebenfluss des Laramie Rivers Teil des Einzugsgebietes des North Platte Rivers, der über Platte River, Missouri und Mississippi in den Golf von Mexiko entwässert. Das Einzugsgebiet des Little Laramie River umfasst ein Gebiet von etwa 980 km² und grenzt an die Einzugsgebiete von Fourmile Creek im Norden, Laramie River im Süden, Douglas Creek und French Creek im Südwesten sowie Medicine Bow River im Nordwesten.  Der mittlere Abfluss am Pegel Two Rivers beträgt 1,23 m³/s, mehr als die Hälfte des Abflusses findet sich im Juni.

## Belege
1. 1 2 3 4  Little Laramie River. In: Geographic Names Information System. United States Geological Survey, United States Department of the Interior (englisch).
2. ↑  USGS 06661500 LITTLE LARAMIE RIVER AT TWO RIVERS, WY. Abgerufen am 6. Januar 2025.